# Matej Mavrič
Matej Mavrič Rožič (Koper, 1979. január 29. –) szlovén válogatott labdarúgó, edző.

## Pályafutása

### A válogatottban
2002 és 2011 között 37 alkalommal szerepelt a szlovén válogatottban és 1 gólt szerzett. Részt vett a 2010-es világbajnokságon.

### Edzőként
2022-ben az ND Adria csapatánál kezdte edző karrierjét, majd 2024-ben már a Radomlje csapatánál vállalt munkát.

## Sikerei, díjai
Primorje
- Szlovén kupadöntős (1): 1997–98

Gorica
- Szlovén bajnok (1): 2003–04
- Szlovén kupa (1): 2000–01, 2001–02

Molde
- Norvég kupa (1): 2005